# URs ユー ジソン
ユー・ジソンは、韓国ソウル出身の歌手・俳優。（日本在住）URs (U R soul)でアーティスト活動、ユー・ジソンで俳優活動を続け2019年活動終了。 
2020年からスタイルを変え、Power of voice! CAn（シアン）でアーティスト活動、U CAn（ユー・シアン）で俳優・MCとして活動中。 

## 来歴
元 THE WHITE。日本では2012年からURsとして世界活動を目指し、活動を始めた。
シンガーソングライターのユー・ジソン（現ユー・シアン）は長い期間準備していた“ロックをベースにした透明感のあるポップ”をもとに音楽活動を始め、日・韓の音楽を硫化させた新しい感性の上に、日本語・韓国語・英語の3ヶ国語を歌唱するアプローチで楽曲制作を行っていた。
日本での活動開始後、バラードを中心に楽曲に聴き入るファンが急増した。中でも透明感のある歌声は大変評価が高く、音楽イベントで佐久間正英からの好評を始め、『フジテレビモノマネ紅白歌合戦』（2011～2012年）での好評、ダイバミュージックファクトリー2013(DMF)「審査員特別賞」受賞など、業界関係者の中でもその実力を認められた。
2011年はTHE WHITEとして最後のヒューマンアルバム「Pray for the life」の発売により日韓活動を始め、2012年にはURsとして「四季の歌2012〜君だけを見つめてる」の発売で本格的な日本の活動を始めた。2015年からは「国際・遠距離恋愛」をテーマにした曲を発売し2017年に発売したURsとしての最後の曲「Song for you」で全世界的なヒットを果たした。
2020年からはPower of voice CAn!とし「声を通じエールを送る」ことをテーマに、音楽・映像などのコンテンツを制作し声活を行っている。

## 人物
- クリエイター、パフォーマー
- 学歴： （ソウル）漢陽大学校 電子工学・コンピューター工学部卒、（東京）東放ミュージックカレッジ 作曲科卒
- 特技・趣味： 3か国語(韓国語・日本語・英語)  、テコンドー3段、筋トレ、動物とコミュニケーション
- 座右の銘： 努力は裏切らない

アーティスト、俳優、MC、音楽・映像クリエーターとしてマルチ活動中。

## エピソード
日本で開催された「四季の歌2012」の企画に韓国から参加を始め、半年間にかかるオーディションを勝ち抜きレコーディングが決定、2012年発売を果たす。
作家の荒木とよひさに評価され、発売したアルバムでは唯一の男性として、海外アーティストとして参加。日本での本格的活動のきっかけとなる。

## ディスコグラフィー
- 2022年3月：The White 1st. World Album 「Color of the white」2022 Remastered Version 発売 (初発売2009年）
- 2022年2月：CAn Project Album 「cotorico Korean Version」参加、発売
- 2022年2月：The White メジャーデビューアルバム「Pray for the life」2022リマスタリング再発売 (Ponycanyon)
- 2022年1月：CAn 2st. EP「Live a life」配信発売
- 2021年6月：10年ぶりにURs～アルバム韓国発売 Naver Link
- 2021年4月：CAn 1st .EP「Lost memories」配信発売
- 2017年11月：国際・遠距離恋愛応援曲 URs「Song for you」配信発売
- 2016年5月：国際・遠距離恋愛応援曲 URs「I promise」配信発売
- 2015年3月：300人との2ショットで自由を叫ぶ URs「We all friends」公開
- 2014年11月：DMF受賞曲 URs「Sky dreamer」配信発売
- 2012年6月：企画アルバム「四季の歌2012〜君だけを見つめてる」参加、CD発売。Track2：URs （ユー・ジソン） (Ponycanyon)
- 2011年9月: ヒューマンアルバム THE WHITE「Pray for the life」CD発売。（Ponycanyon)

## LIVE活動
- 2020年～：CAn Presentシリーズでオンライン・オフライン同時ライブ開催中
- 2018年〜：新宿ライブハウス企画ライブ開催中
- 2016年
  - 3月5日 ： URs Piano Live Vol.3開催。
  - 5月5日 ： 「I promise」発売記念ライブ Takeoff7イベント出演
  - 9月19日  Another Steps Vol.1 Encore渋谷
  - 10月13日 ： Another Steps Vol.2 四谷天窓comfort
  - 11月12日 ： Another Steps Vol.3 Live Café mono
  - 12月22日 ： Another Steps Vol.4 四谷天窓
- 2015年
  - 3月5日 ： URs Grand Piano Live Vol.1開催。
  - 9月5日 ： Love Sniper 38 Club Asiaにイベント出演
  - 9月13日 ： One Asia 2015に韓国代表アーティストで出演。
  - 10月27日 ： Live Syncl15-1027渋谷La.mama出演
  - 11月19日 ： URs Full Acoustic Live開催。
  - 12月10日 ： URs Piano Live Vol.2開催。
- 2014年
  - 3月 〜2015年3月： 東京タワーClub333にてお台場テレビの定期収録ライブに出演。
  - 3月21日： URs Super Live Vol.2開催。
  - 8月3日： オーケストラ「バラダン」のライブイベントにMC＆ゲストで出演。
  - 10月4日、8日： Ryu韓流ドラマコンサートにゲスト出演。（東京、大阪）
  - 12月4日： URs Super Live with Angels開催。
- 2013年
  - 10月9日： 王子駅サンスクエアにて野外ステージワンマンライブ。
  - 12月8日 ： URs Super Live Vol.1開催。

## MC活動
- 2019年12月：「K-fan Present K-Girls Party」のMC
- 2018年
  - 11月 ： LUCENTE日本関東リリズツアーのMC
  - 10月 ： 「K Fan 2018 Summer Girls Fes」のMC
- 2014年8月：オーケストラ「バラダン」のライブイベントMC＆ゲスト
- 2013年12月： SS501 パク・ジョンミン 「After Party in Tokyo 2013」イベントのMC
- 2013年6月：「日韓友情Kubo-Pop Collection」のMC＆アーティスト

## パーソナリティ
毎週SHOWROOM公式チャンネル「CAn K-Music」生放送
https://www.showroom-live.com/room/profile?room_id=36143

## 受賞歴
- 2014年1月：「Daiba Music Factory 2013」審査員特別賞受賞。
- 2013年9月： 「第2回 Getstage Music Award」4位入賞。
- 2009年9月：「第5回世界で一番聞きたい音楽グランプリ大会」グランプリ大賞受賞。

## メディア
- 2011年～2012年：フジテレビ「モノマネ紅白歌合戦」KのOnly human弾き語りで出演で日本でテレビ初出演。
- 2013年
  - 1月 ：雑誌「韓Fun」にてK-Boysのインタービュー掲載。
  - 4月 ：テレビ神奈川の音楽番組「Heart beat」公開収録ライブ、オンエアー。
  - 6月 ：FMサルス「プラチナミュージック」公開収録ライブ。
  - 7月 ：テレビ東京の番組「セブンスターライブ」に出演。
  - 12月 ：情報新聞「韓ト」単独インタビュー。
- 2014年
  - 2月 ：音楽雑誌「K Star Live」にて特集3ページインタビュー掲載、コミュニティFM「サウンドクロスロード」30分特集出演。
  - 3月〜2015年6月：お台場テレビにて「URs in Tokyo」定期生放送。
  - 6〜7月 ： TBSソングコンペティション番組シーズン1「Sing Sing Sing」出演。
  - 8月 ： FM浦安 「Kyo'sプロジェクト」ゲスト出演。
  - 12月：Cheers！支援プロジェクト成功、FM西東京「ラジオCheers」出演。
- 2015年
  - 5月10日：FMサルース 「Afternoon Salus 藤田みさ」に出演。
  - 9月6日 ：かわさきFM 「晴れるYA！ チューズディ！！」にてゲスト出演。
  - 10月28日： FMサルース 「Afternoon Salus 藤田みさ」に出演。
  - 11月21日：東京・中日新聞（夕刊）ペットコーナーで単独収財掲載。

## 映画、テレビドラマ
- 2017年7月：劇場版映画「白兵奇襲隊コンバットキャッツ」ライ役
- 2017年5月：チバテレビ「退魔戦記トリプルランサー」ベアックス役
- 2015年3月：劇場版映画「忘れ雪」ヤクザ役

## 配信ドラマ
- 2020年5月～12月：自主監督連続ドラマ「Song for tomorrow」ゼウ役
- 2017年：「イケないメンズ!」〜スター発掘篇〜黒埼プロデューサー役

## テレビ
- 2018年9月：TBS「アメージパング」出演
- 2017年12月：Song for youがBS 「CM Index」エンディングテーマ曲
- 2014年6月：TBS「Sing！Sing！Sing！」シーズン1出演
- 2013年4月：tvk「Heart beat」出演
- 2011~2012年：フジテレビ「爆笑そっくりモノマネ紅白歌合戦」KのOnly human弾き語りで出演

## 舞台
2016年1月： Comedy Show「Oh! My God!」出演

## YouTube, SNS
CAn Voice TV CAn Sub TV
Twitter, Instagram: @ucan_voice